# 243204 Кубаньхорія
243204 Кубаньхорія (243204 Kubanchoria) — астероїд головного поясу, відкритий 16 жовтня 2007 року в Андрушівці. Названий з нагоди 200-ліття Кубанського козачого хору.
Тіссеранів параметр щодо Юпітера — 3,176.